# 下一个就是你
《下一个就是你》（英語：Urban Legend）是一部1998年由杰米·布兰克斯执导、西尔维奥·霍塔編劇、杰瑞德·莱托、艾丽西亚·维特、丽贝卡·盖哈特和泰拉·蕾等人主演的砍杀电影。該電影講述的是在一所位於新英格蘭地區私立大学校园内发生的一系列谋杀案的故事，電影劇情改編自流傳已久的都市傳說。該部電影1998年春天在加拿大多伦多拍摄，1998年9月25日在美国上映。該片被指抄襲驚聲尖叫因而評價不佳。

## 剧情
暴雨期間，一名殺手躲在汽車後座上将彭德爾頓大學的學生米歇爾·曼西尼斬首。與此同時，在校園的咖啡店裡，學生帕克·賴利向朋友纳塔莉·西蒙和布倫達·貝茨讲述了斯坦利堂廢棄宿舍發生的一場大屠殺，新聞專業的學生保羅·加德納認為這是一個都市傳說。第二天，米歇爾被謀殺的消息傳開了，但亞當斯院長和校警里斯·威爾遜似乎決心掩蓋這件事。愛開玩笑的兄弟會成員戴蒙·布魯克斯想要安慰特別不安的纳塔莉，纳塔莉在車裡拒絕了他的性挑逗。當戴蒙下车小便時，身穿連帽派克大衣的杀手出现，將他吊在樹上。纳塔莉逃跑求救，但當她和里斯一起回來時，戴蒙的屍體和汽車都不見了。帕克和他的女朋友薩莎·托馬斯向纳塔莉保證戴蒙是在對她惡作劇。
後來，當纳塔莉睡覺時，兇手勒死了她的哥德室友托什·瓜內里。早上，她發現了托什的屍體，以及牆上留下的血书。心煩意亂的她告訴布倫達，她和她的高中朋友米歇爾曾经开车时不开前燈，然后追赶第一個向她们閃燈的司機，却意外導致司机发生致命車禍而被判緩刑。與此同時，保羅調查了當地的都市傳說，發現斯坦利堂大屠殺確實發生過，美國民俗學教授威廉·韋克斯勒是唯一的倖存者。
亞當斯院長在校園停車場被謀殺，里斯後來發現韋克斯勒的辦公室雜亂無章，地上全是血。與此同時，纳塔莉、布伦达和萨莎參加了一場恰逢大屠殺25週年的兄弟會派對，在此期間，兇手在卫生间裡使绑住了帕克，並通過將跳跳糖和日化用品強行灌入他的喉嚨而殺死了他。萨莎前往校園廣播電台主持她的深夜脫口秀節目。直播中杀手攻击了她和她的助手，現場直播了她的慘叫聲；參加兄弟會派對的人認為這是一場關於大屠殺的惡作劇，但纳塔莉擔心薩莎有危險，趕到車站，在那裡她目睹了兇手用斧頭謀殺薩莎。
纳塔莉很快在校園裡找到了保羅和布倫達。保羅確信韋克斯勒是同謀，開著車護送他們離開。他們在加油站停了下來，當保羅在裡面打电话時，纳塔莉和布倫達在後備箱裡發現了韋克斯勒殘缺不全的屍體。纳塔莉和布倫達穿過樹林逃回校園，保罗一路追赶她们。她们走散了，纳塔莉拦下了正好路过的大學看門人的卡车。他让她上车，但兇手開著另一輛車追趕他們，迫使他們的車驶离公路。看門人在车祸中死去，但纳塔莉毫髮無損地離開並徒步逃離。
經過斯坦利堂時，纳塔莉聽到布倫達在裡面的尖叫聲。在大堂裡，她發現了她朋友的屍體，還有躺在床上似乎已經死去的布倫達。然而，片刻之後，布倫達將纳塔莉打昏了。當纳塔莉醒來時，布倫達表明自己是兇手，為她的未婚夫戴维·埃文斯報仇，他死于纳塔莉和米歇爾造成的車禍。布倫達想要摘除纳塔莉的腎臟，但里斯及时赶到阻止。里斯用槍指著布倫達，却被布倫達用彈簧刀刺傷。此时保羅也赶到这里，纳塔莉槍殺了布倫達，布倫達從窗户掉了下來，然後两人一起離開去為里斯尋求幫助。在车上，兩人討論了這个故事將如何成為一個都市傳奇，所有的事實都會被誤解。保羅問道，“如果這是都市傳奇，何時峰迴路轉？”布倫達隨後出現在後座並用斧頭攻擊他們。保羅把車撞向橋边，導致布倫達穿出擋風玻璃掉進下面的河裡。
後來，另一所大學的一群學生講述了布倫達瘋狂殺人的事件，他們說直到现在她的屍體從未被找到。他們中的大多數人都不相信這個故事，除了一名年輕女子，镜头显示是布倫達，她聲稱這個故事被講錯了，並開始解釋故事的真實情況。

## 演员
- 杰瑞德·莱托 饰 保罗·加德纳
- 艾莉西亞·維特 饰 纳塔莉·西蒙
- 蕾貝卡·蓋哈特（英语：Rebecca Gayheart） 饰 布伦达·贝茨
- 泰拉·蕾 饰 萨莎·托马斯
- 迈克尔·罗森巴姆 饰 帕克·赖利
- 洛蕾塔·迪瓦恩 饰 里斯·威尔逊
- 約書亞·傑克遜 饰 戴蒙·布鲁克斯
- 約翰·尼維爾（英语：John Neville (actor)） 饰 亚当斯院长
- 羅伯特·英格蘭 饰 威廉·韦克斯勒教授
- 丹妮拉·哈里絲（英语：Danielle Harris） 饰 托什·瓜内里
- 娜塔莎·葛瑞森·華格那（英语：Natasha Gregson Wagner） 饰 米歇尔·曼西尼
- 史蒂芬妮·安妮·米爾斯（英语：Stephanie Anne Mills） 饰 费利西娅
- 布拉德·道里夫 饰 迈克尔·麦克唐奈
- 朱利安·瑞秦（英语：Julian Richings） 饰 奇怪的看門人

## 備註
1. ↑  Gail de Vos notes the film's influence in re-transmitting the legends it depicts intra-narratively.[1]